# Rio Jacuí
O rio Jacuí é um rio que banha o estado do Rio Grande do Sul, no Brasil. Possui cerca de 800 quilômetros de comprimento e sua vazão média na foz é da ordem de 1 900 metros cúbicos por segundo. Além de fazer parte da história e realizar certo processo químico, dando nome ao município de Espumoso, que localiza-se na mesorregião Noroeste Rio-Grandense.

## Etimologia
"Jacuí" é originário do tupi antigo îaku'y, que significa "rio dos jacus" (îaku, jacu e 'y, rio).
O nome Jacuí começa a aparecer a partir de 1775. Antes, aparecia em sua totalidade ou em trechos como rio Grande, Yguai, Ygay, Iguay, Iguaçú, Guahyba, Iaguy, Yacuy, Jacuy e Jucay.

## Percurso
Sua nascente fica localizada a menos de 500 metros da nascente do rio Passo Fundo, no limite entre os municípios de Passo Fundo e Mato Castelhano, e a menos de 900 metros das dos rios do Peixe e Guaporé. No município de Triunfo, recebe o rio Taquari, encorpando ainda mais o volume de suas águas. O rio Jacuí é navegável desde o Lago Guaíba até a cidade de Cachoeira do Sul (capital brasileira do arroz) próximo a Ponte do Fandango.
Dentre outros afluentes, podemos citar os rios Pardo (na cidade de Rio Pardo), Iruí, Botucaraí, Piquiri (próximos a Cachoeira do Sul), Rio Colorado (na divisa dos municípios de Tapera e Selbach), rio São Bento e Butiá (cujas nascentes se localizam no interior do município de Soledade) e Arroio Tigreiro (de Espumoso)
O rio Jacuí também passa pela cidade de Salto do Jacuí, conhecida como a capital da energia elétrica devido à existência de diversas usinas hidrelétricas e barragens construídas e operadas pela Companhia Estadual de Energia Elétrica (CEEE). É o principal patrimônio de Dona Francisca, cujo porto tem, hoje, um grande valor histórico, por ter, em outra época, servido com principal escoadouro da produção agrícola da região. O conjunto de aproveitamentos hídricos existentes no rio, onde se pode observar umas das maiores barragens artificiais do Rio Grande do Sul, demonstra o potencial de geração hidrelétrica do rio Jacuí. Deságua no delta do Jacuí, um conjunto de canais, ilhas e pântanos a partir do qual se forma o lago Guaíba. Do Guaíba, as águas seguem para a Lagoa dos Patos e daí por sequência para o oceano Atlântico.

## Importância
O rio é de vital importância para o estado e para os municípios em que passa, sendo fonte de irrigação de lavouras, sustentando famílias que dependem da pesca e possuindo diversas áreas licenciadas para extração de areia, atividade de suma importância econômica e social para o Rio Grande do Sul. O rio Jacuí também é muito utilizado para passeios e esportes náuticos.

## Fauna e flora
As matas que acompanham suas margens apresentam grande diversidade de flora e fauna, com ocorrência de gato-do-mato, bugio, tahã, porco-do-mato, capivara, martim-pescador, saracura, bem-te-vi, lontra e jacu. Em suas águas, vivem peixes como o pintado, traíra, jundiá, dourado, grumatã, biru, dentre outros.